# Kateřina García
Kateřina García (* 1977 Praha) je česko-španělská zpěvačka převážně irské muziky, je známá především ze skupin Dún an Doras a Garcia.

## Životopis
Matka Kateřiny je Jarmila Mucha Plocková, nemanželská dcera Jiřího Muchy a Vlasty Plockové a vnučka Alfonse Muchy. Otec se narodil v Praze Španělovi, který pocházel z Asturie, a Rusce a vystudoval zde gymnázium. Působil v různých bigbítových kapelách. Dnes žije v Barceloně.
Kateřina García se narodila v Praze. Když jí byly asi čtyři roky, rodina se přestěhovala do Barcelony, kde Kateřina vyrůstala. V 15 letech se s matkou vrátily do Prahy a Kateřina zde vystudovala gymnázium. Nyní učí španělštinu na Filozofické fakultě Univerzity Karlovy a na Trinity College v Dublinu, kde žije.
Mluví česky, španělsky, katalánsky, anglicky, francouzsky, trochu irsky a řecky.

## Hudba
Kateřina García se už od dětství zajímá o irskou hudbu. Od třetí do páté třídy chodila do hudební školy na zobcovou flétnu, jiné hudební vzdělání nemá. Po návratu do Prahy se seznámila s kapelou Púca Rua, občas s ní hostovala na koncertech (od roku 1997) a posléze založila spolu s hudebníkem této kapely, René Starhonem, vlastní kapelu Dún an Doras, která od té doby vydala tři alba, z původní sestavy v ní dodnes zůstala pouze García. V současné době však má skupina zdravotní pauzu.
Její písničky na dlouho ovlivnily českou tolkienistickou tvorbu. García spolupracovala s kapelou Teagrass na natáčení živého alba Večírek. Zde se seznámila s Lubošem Malinou, se kterým pak dále spolupracovala na dalších projektech (Druhá tráva, Malinaband a Afterparty Band). Malina také nahrával banjo pro Dún an Doras. V roce 2005 vzniklo seskupení Kal y Kanto hrající balkánské, španělské a sefardské písně, kde mj. zpívá a hraje Kateřinina sestra Barbora. V létě 2006 založila Kateřina García s Lubošem Malinou skupinu Garcia. S touto kapelou v současnosti koncertuje. Jejich debutové album Woven Ways bylo nominováno na Anděla v kategorii World music.
Vedle české kapely Garcia se Kateřina García podílí i na několika hudebních projektech v Dublinu. S Jamesem Ryanem a Alanem Dohertym tvoří kapelu Gráda, zpívá i s Johnnym Tennantem, spoluhráčem z Dún an Doras, a někdy také vystupuje sama, a cappella. Se sestrou Barborou má hudební projekt Kon Sira...

## Diskografie
- s Dún an Doras
  - Bossa Nudski, 1999
  - Demo 2002, 2002
  - Sweet & Sour, 2003
  - Rua, 2005
- s Garcia
  - Woven Ways, 2007
  - Before Dawn, 2010
- s Kon Sira...
  - Kon Sira..., 2013
- s Malina Brothers
  - Malina Brothers & Kateřina Garcia, 2017
- s Lubošem Malinou
  - Vprostřed noci, 2021
- s kapelou Poetické Hudební Společenstvo[5]
  - Slavnosti Středozemě[6], 2020

### Hostování
- Happy to Meet: Kusovka, 2001
- Teagrass: Večírek, 2002
- Pavel Bobek: Muž, který nikdy nebyl in, 2005 – duet Mé září
- Luboš Malina a Martin Fridrich: Dueling Fingers, 2005 – duet s Peterem Rowanem In The Morning We Will Find Our Way
- film Petra Zelenky Příběhy obyčejného šílenství (2005): píseň La Consigna (na soundtracku rovněž píseň Poco a Poco)
- Robert Křesťan a Druhá tráva: Dylanovky, 2007 – duet s Robertem Křesťanem Sbohem, Angelino
- Martin Žák: Není cesta zpátky, 2009 - v písních "Třetí zimní noc", "Shenandoah"
- Martin Žák: Řekni, kde ty kytky jsou... Písně (pro) Pete Seegera, 2010 - v písni "Řekni, kde ty kytky jsou"
- Martin Žák: Osamělý poutník s autoharfou, 2011 - duet s Martinem Žákem v písních "Poutník", "V balzámových stráních"
- Martin Žák a Katka García: Vánoce v trojím čase, 2011
- Martin Žák & Katka García: Chmurné balady z odvrácené strany, 2012 - píseň "Dopisy ze staré skříňky"; duet v písních "Sličná Polly" a "Balada o Barbry Allen"
- různí: Vokály, hlasy, zpívání, 2007